# 미카엘 오케르펠트
라르스 미카엘 오케르펠트(스웨덴어: Lars Mikael Åkerfeldt, 1974년 4월 17일 ~ )는 스웨덴의 음악가이다. 프로그레시브 데스 메탈 밴드 오페스의 리드 보컬, 기타리스트, 송라이터이며, 데스 메탈 슈퍼그룹 블러드배스의 전 보컬로 활동하기도 했다. 그는 또한 짧게 활동한 밴드 스틸의 기타리스트였으며 스티븐 윌슨과 스톰 코로전에서 콜라보를 하기도 했다.
그의 작곡은 프로그레시브 록에서 영향을 받았으며 주로 클린톤의 바리톤과 그로울링 보컬을 사용한다. 그는 페테르 린드그렌과 함께 기타 월드 매거진에서 주관한 '100명의 위대한 헤비메탈 기타리스트' 리스트에서 공동 42위에 등극되었고 메탈석스에서 주관한 '1~25위 모던 메탈 기타리스트'의 리스트에서 11위에 등극되었다.

## 경력

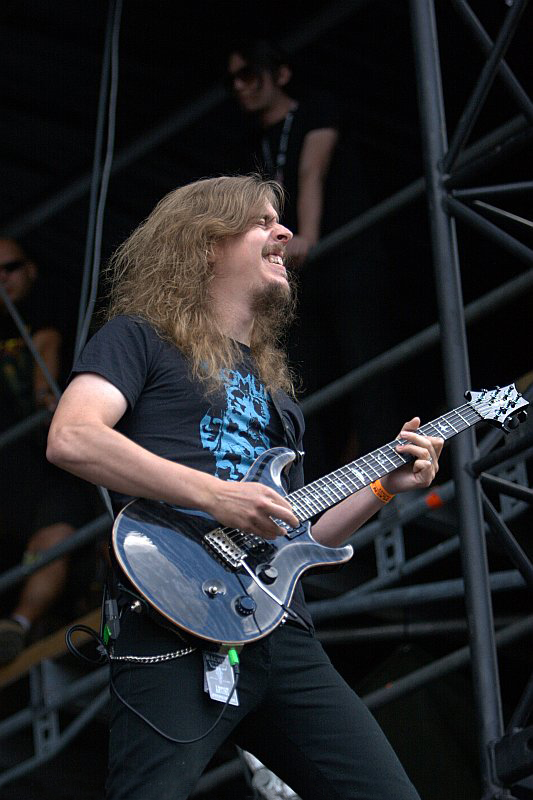
2006년 Wacken Open Air에서의 오페스 공연 중 그의 모습

미카엘은 2009년 9월에 어쿠스틱 솔로 음반을 녹음할지에 대해 고려하고 있다고 발표했다. 그러나 2014년, 그는 특별한 솔로 프로젝트에 대한 필요성을 느끼지 못하겠다고 의견을 밝혔으며 오페스의 활동에 충실하겠다고 발표했다. STIM 잡지와의 인터뷰에서 그는 커리어 중에 가장 빛났던 순간 중 하나는 로열 앨버트 홀에서 공연한 순간이라고 말했다.

### 유년기
미카엘은 스톡홀름 출신으로, 그가 14살이 되는 해인 1988년에 데스 메탈 밴드 이럽션(Eruption)의 보컬로 활동했다. 이럽션이 1990년에 해체하고 그는 오페스에 표면상으로는 베이시스트로 가입했다. 당시 보컬인 다비드 이스베리가 그에게 밴드에 가입하라고 권유했을 때 다른 구성원들은 탈퇴한 상태였다. 이스베리가 기타를 잡았고 이후 2년 뒤 그가 오페스를 탈퇴하자 미카엘이 그를 대신하여 보컬로 활동하기 시작했다. 그는 카타토니아의 음반 Brave Murder Day와 EP 음반 Sounds of Decay에서 데스 메탈 보컬을 녹음했다.

### 영향
미카엘은 1970년대 활동한 무명 록 밴드와 헤비 메탈 밴드의 음반 수집가였다. 그는 또한 오페스의 음반 Blackwater Park, Still Life, My Arms, Your Hearse와 곡 "Master's Apprentices", "Goblin" 등의 이름을 붙이며 그가 무명 밴드들로부터 받은 영향을 드러내고자 하는 경향이 강했다. 그는 재즈뿐만 아니라 크리스천 밴더와 그의 밴드 마그마, 리치 블랙모어와 같은 음악가들로부터도 영향을 받았다.
그를 헤비 메탈에 빠지게 만든 음반은 무엇인가에 대한 질문의 답변으로, 미카엘은 아마도 아이언 메이든의 음반 The Number of the Beast일 것이라고 대답했으나 키스의 음반 Lick It Up 또한 언급하였다. 다른 인터뷰에서는 그는 주로 블랙 사바스의 Sabbath Bloody Sabbath 음반이 헤비 메탈 역사상 최고의 음반이라고 말한다.

### 사생활
미카엘은 무신론자이며 그의 생각은 그의 가사와 발언들에서 잘 나타난다. 2003년 8월 15일, 미카엘은 오랫동안 교제한 그의 여자친구 안나와 결혼하였다. 2004년, 미카엘과 안나 부부는 첫째 딸 멜린다를 득녀했다. 2007년에는 둘째 딸 미르잠을 득녀했다. 2016년 The Quietus와의 인터뷰에서 미카엘이 이혼 절차를 밟는 중이라고 밝혔다.
미카엘은 그가 좋아하는 밴드 중 하나인 포큐파인 트리의 프론트맨 스티븐 윌슨, 드림 시어터의 전 드러머인 마이크 포트노이, 카타토니아의 요나스 랭크스와 친분이 있는 것으로 알려져 있다. 그는 또한 얼티메이트 기타와의 인터뷰에서 발설함에 따라 유명 애니메이션 메탈로칼립스(Metalocalypse)의 등장인물인 토키 워투스(Toki Wartooth)의 모티브가 되었다고도 추정된다.

## 장비
그는 오페스의 음반 Deliverance와 Damnation을 녹음할 때부터 독점적으로 PRS 기타만을 고집해서 사용했으며 그의 시그니쳐 모델 또한 만들어졌다. 그는 또한 깁슨 사나 잭슨 사 같은 다른 브랜드의 기타를 사용하기도 한다.

### 일렉 기타
1. PRS SE Mikael Åkerfeldt Signature Guitar
2. PRS Custom 24 (Tortoise shell flame top)
3. PRS Custom 24 (Blue Flame Top)
4. PRS Custom 24 (Black Quilt)
5. PRS Custom 24 (Black)
6. PRS SC 245 (Black Cherry)
7. PRS 22 fret Modern Eagle (Grey Flame Top)
8. PRS Modern Eagle Single Cut 24 Fret (Wine Flame Matte Top)
9. PRS Custom 22 12-String (Black)
10. PRS Singlecut (Black Quilt)
11. PRS Starla (Vintage Cherry)
12. 깁슨 Flying V ('67 Reissue)
13. 깁슨 레스폴 스탠다드 V.O.S. (Tobacco Sunburst)
14. 깁슨 SG Standard 1961 Reissue
15. 펜더 스트라토캐스터 1975 (Black)
16. 펜더 스트라토캐스터 1972 Reissue (Natural)
17. 잭슨 기타 USA RR USA Model
18. B.C. Rich Mockingbird (Black)

### 어쿠스틱 기타/스틸 기타줄
1. CF Martin (with Fishman Pickup)
2. CF Martin 00016GT
3. Takamine 12 String
4. Seagull (with Fishman Pickup)
5. CF Martin 000-28

### 어쿠스틱 기타/클래식 나일론줄
1. Amalio Burguet 3am (cedar top) [출처 필요]
2. Landola CT/2/w

### 앰프
1. 마샬 Vintage Modern 2466
2. 레이니 GH100L with cabinet
3. 레이니 VH100R
4. 레이니 VC30
5. 펜더 1000 Rocpro
6. Fractal Audio Axe-FX Ultra preamp / effects processor
7. 마샬 JCM900

## 디스코그래피

### 오페스
- Orchid (1995)
- Morningrise (1996)
- My Arms, Your Hearse (1998)
- Still Life (1999)
- Blackwater Park (2001)
- Deliverance (2002)
- Damnation (2003)
- Lamentations (2003)
- Ghost Reveries (2005)
- The Roundhouse Tapes (2007)
- Watershed (2008)
- In Live Concert at the Royal Albert Hall (2010)
- Heritage (2011)
- Pale Communion (2014)[21]
- Sorceress (2016)

### 카타토니아
- Brave Murder Day (1996) – 데스 메탈 보컬
- Sounds of Decay (1997) – 데스 메탈 보컬
- Discouraged Ones (1998) – 백보컬, 보컬 공동작업
- Tonight's Decision (1999) – 추가 보컬 작업
- Brave Yester Days (2004) – 데스 메탈 보컬 (디스크 2: 트랙 1–6), 추가 보컬 작업 (디스크 2: 트랙 6–9)
- The Black Sessions (2005) – 백보컬, 보컬 공동작업

### 블러드배스
- Breeding Death (2000, EP)
- Resurrection Through Carnage (2002)
- The Wacken Carnage (2008, CD/DVD)
- Unblessing the Purity (2008)
- The Fathomless Mastery (2008)
- Bloodbath over Bloodstock (2011, DVD)

### 엣지 오브 새니티
- Crimson (1996)

### 스틸
- Heavy Metal Machine (1998, EP)

### 스톰 코로전
- Storm Corrosion (2012)

## 다른 활동
- 에이리온: 2004년 발매작 The Human Equation의 수록곡 "Fear"의 보컬 참여[22]
- 캔들매스: 20주년작 DVD의 수록곡 중 하나에 보컬로 참여[23]
- 데빈 타운센드: 음반 Deconstruction의 수록곡 "Stand"에 게스트 보컬로 참여[24]
- 드림 시어터: 2007년 발매작 Systematic Chaos의 수록곡 "Repentance"에서 음성 참여[25], 2008년 Progressive Nation 투어의 첫 공연에서 곡의 2절 부분을 부름[26], 투어 중간에 곡 "A Nightmare to Remember"의 부분을 그로울링으로 부름[27]
- 엣지 오브 새니티: 1996년 발매작 Crimson에서 보컬과 기타로 참여, 수록곡 "Infernal'의 작사 담당[28][29]
- 호리파이드(Horrified): 음반 Deus Diabolus Inversus의 수록곡 "Avatar of the Age of Horus"에 그로울링 보컬 피쳐링[30][31]
- 카타토니아: 1996년 발매작 Brave Murder Day, 세 수록곡을 담은 1997년 EP 음반 Sounds of Decay의 보컬 담당[32], 음반 Discouraged Ones의 백보컬 및 Tonight's Decision의 보컬 프로듀서 담당[33]
- 이산(Ihsahn): 2008년 발매작 angL의 수록곡 "Unhealer"에 보컬로 참여
- OSI: 2009년 발매작 Blood의 수록곡 "Stockholm"의 리드 보컬 담당
- 포큐파인 트리: 2005년 발매작 Deadwing의 수록곡 "Deadwing", "Lazarus", "Shesmovedon", "Arriving Somewhere But Not Here"에 백보컬 참여 및 "Arriving Somewhere But Not Here"의 기타 솔로 연주
- 로드러너 유나이티드: 로드러너 레코드의 25주년 음반 Roadrunner United: The All-Star Sessions의 보컬 담당 (타입 오 네거티브의 키보디스트 조쉬 실버 또한 참여)
- 소일워크: 음반 A Predator's Portrait의 타이틀 트랙에 클린 보컬로 참여
- 스티브 해킷: 2012년 발매작 Genesis Revisited II의 수록곡 "Supper's Ready"의 보컬 담당